# چری (فاروج)
چری یک منطقهٔ مسکونی در ایران است که در دهستان فاروج واقع شده‌است. براساس سرشماری مرکز آمار ایران در سال ۱۳۹۵، چری ۲٬۰۹۰ نفر جمعیت دارد.